# Wakana Nagahara
Wakana Nagahara (永原 和可那) est une joueuse de badminton japonaise, spécialiste du double.

## Palmarès

### Championnats du monde
Lors de l'édition 2018 des Championnats du monde disputée à Nankin (Chine), Wakana Nagahara remporte le titre en double dames, associée à sa compatriote Mayu Matsumoto en battant en finale une autre paire japonaise (Yuki Fukushima et Sayaka Hirota) à l'issue d'un match très disputé (19-21, 21-19, 22-20).
Lors de l'édition 2019, Wakana Nagahara et Mayu Matsumoto conservent leur titre en battant en finale les mêmes adversaires que l'année précédente, à la suite d'un match toujours aussi serré (21-11, 20-22, 23-21).

### En junior
Lors des Championnats d'Asie junior 2013 (en), elle remporte la médaille de bronze par équipes.
En 2014, elle gagne deux nouvelles médailles de bronze par équipes : la première aux Championnats du monde junior (en)et la seconde aux Championnats d'Asie junior (en).

### Tournois
| Année | Partenaire      | Tournoi                         | Catégorie                   | Résultat  |
| ----- | --------------- | ------------------------------- | --------------------------- | --------- |
| 2022  | Wakana Nagahara | Open de France                  | Super 750                   | Finaliste |
| 2018  | Wakana Nagahara | Open d'Indonésie                | Super 1000                  | Finaliste |
| 2017  | Wakana Nagahara | Open des États-Unis             | BWF Grand Prix Gold         | Finaliste |
| 2017  | Wakana Nagahara | Open du Canada                  | BWF Grand Prix              | Vainqueur |
| 2016  | Wakana Nagahara | Open de Thaïlande               | BWF Grand Prix Gold         | Finaliste |
| 2016  | Wakana Nagahara | Open des États-Unis             | BWF Grand Prix Gold         | Finaliste |
| 2014  | Wakana Nagahara | Open de Russie                  | BWF Grand Prix              | Finaliste |
| 2014  | Wakana Nagahara | Smiling Fish International (en) | BWF International Challenge | Vainqueur |

| Année | Partenaire     | Tournoi             | Catégorie           | Résultat  |
| ----- | -------------- | ------------------- | ------------------- | --------- |
| 2016  | Yugo Kobayashi | Open des États-Unis | BWF Grand Prix Gold | Vainqueur |